# Cat Fanciers’ Association
Cat Fanciers’ Association (CFA, Ассоциация любителей кошек) — международная организация по разведению и выведению новых пород кошек. Является одним из девяти членов WCC — Всемирного Фелинологического Конгресса.

## Задачи
- Обеспечение благосостояния кошек и улучшения их породы;
- Регистрация родословных кошек и котят;
- Принятие правил по проведению выставок кошек;
- Лицензирование выставок кошек, проводимых в рамках правил этой организации, и,
- Продвижение интересов селекционеров и участников выставок кошек.

Конституции CFA провозглашает следующие задачи:
Ассоциация является некоммерческой организацией. Её цели: благополучие всех кошек, поощрение и совершенствование признанных CFA пород кошек, регистрация, учёт и идентификация по номеру или с помощью других средств имен и / или родословные только тех кошек и котят, которые имеют право быть зарегистрированными в качестве одной из признанных Ассоциацией пород; опубликование правил для проведения выставок кошек; лицензирование выставок кошек, проводимых в рамках правил этой организации, а также продвижение интересов селекционеров и участников выставок породистых кошек.

## История
Ассоциация Любителей Кошек является некоммерческой организацией, основанной в 1906 году. Первые лицензированные CFA выставки кошек были проведены в 1906 году — одна в г. Буффало и одна в Детройте. Первое ежегодное совещание было проведено в 1907 году в Madison Square Garden. В 1909 году CFA опубликовал первую племенную книгу и зарегистрировался в журнале Cat Journal. Кроме того, в 1909, Том I Племенной книги был опубликован в виде книги. 18 сентября 1919 в соответствии с законами штата Нью-Йорк были составлены учредительные документы. CFA вступила в новую эпоху и неуклонно растет на протяжении многих лет. Общий объём поступлений существенно вырос от $ 155,25 в 1907 году.
CFA выросла во всех областях и около 400 шоу будет проходить в этом сезоне во всем мире. CFA шоу судят лица, которые отвечают высоким квалификационным критериям и завершили серьёзную учебную программу, что позволяет им оценивать соответствие кошек, участвующих в выставках, стандартам пород, зарегистрированных в CFA.
Центральный офис CFA, расположенный в Manasquan, New Jersey, увеличилось с одного человека до современного компьютерного офиса, который занимает более 10 000 квадратных футов.

## Признанные CFA породы кошек
В алфавитном порядке в соответствии с разделением пород:
- A — Абиссинская — Американский бобтейл — Американский кёрл — Американская короткошёрстная — Американская жесткошёрстная
- B — Балийская (в том числе Яванез) — Бирманская — Бомбейская — Британская короткошёрстная — Бурманская
- C — Шартрез — Colorpoint Shorthair — Корниш рекс
- D — Девон рекс
- E — Египетская мау — European Burmese — Экзотическая
- H — Гавана
- J — Японский бобтейл
- K — Корат
- L — Лаперм
- M — Мейн-кун — Мэнкс
- N — Норвежская лесная
- O — Оцикет — Ориентальная
- P — Персидская (в том числе Гималайская)
- R — Рагамаффин — Рэгдолл — Русская голубая
- S — Шотландская вислоухая — Селкирк рекс — Сиамская — Сибирская — Сингапурская — Сомалийская — Сфинкс
- T — Тонкинская — Турецкая ангора — Турецкий ван